# Museu Brasileiro da Escultura e Ecologia
O Museu Brasileiro da Escultura e Ecologia (MuBE) é uma instituição cultural privada localizada no Jardim Europa, distrito de Pinheiros, na cidade de São Paulo. Foi inaugurado em maio de 1995, com o objetivo de divulgar os mais diversos segmentos da arte, priorizando a escultura e os suportes tridimensionais. Seu edifício-sede, uma das obras mais conhecidas do arquiteto Paulo Mendes da Rocha, é uma construção semissubterrânea integrada a um jardim projetado por Burle Marx.
O museu surgiu como fruto da mobilização de uma associação de moradores do bairro, visando impedir a construção de um shopping center no local. O terreno foi cedido em regime de comodato pela prefeitura de São Paulo à Sociedade de Amigos dos Museus (SAM), mantenedora da instituição, por um período de 99 anos. Em 2007, esteve no centro de uma disputa judicial envolvendo a prefeitura e a SAM, acusada de uso indevido do espaço.
A ideia inicial de construção do museu era a confecção de uma praça, mas como não foi possível realizar sua estrutura ficou sendo de um jardim em sua parte superior e o museu no inferior, foi feito todo de concreto, sem rebocos ou tintas onde a ideia era torna-lo um museu simples. O museu possui três áreas internas para exposições: o Grande Salão, a Sala Pinacoteca e a sala Burle Marx, também conta com o auditório Pedro Piva que tem capacidade para 192 pessoas.

## Histórico
O Museu Brasileiro da Escultura tem sua origem em uma mobilização conjunta empreendida pela Sociedade dos Amigos do Jardim Europa (SAJEP) e pela Sociedade de Amigos dos Museus (SAM), sob coordenação da artista plástica Marilisa Rathsam, visando impedir a construção de um shopping center em um terreno de 7 mil metros quadrados localizado na Avenida Europa, que, alegadamente, interferiria na tranquilidade dos moradores do bairro. Em 1987, durante a gestão Jânio Quadros, a prefeitura de São Paulo concedeu à Sociedade de Amigos dos Museus, em regime de comodato, o uso do terreno por um período de 99 anos, com a contrapartida de que o mesmo fosse destinado à construção de um equipamento cultural aberto à comunidade.

Após a concessão, a SAM idealizou a construção no local de um museu dedicado à escultura e à ecologia. O plano inicial previa o uso da futura instituição como centro de documentação e administração do acervo público de esculturas da cidade. O projeto do arquiteto Paulo Mendes da Rocha para a edificação foi escolhido  por meio de concurso fechado e a sua construção se iniciou em 1988. O projeto paisagístico do jardim, idealizado por Roberto Burle Marx, seria executado apenas parcialmente.

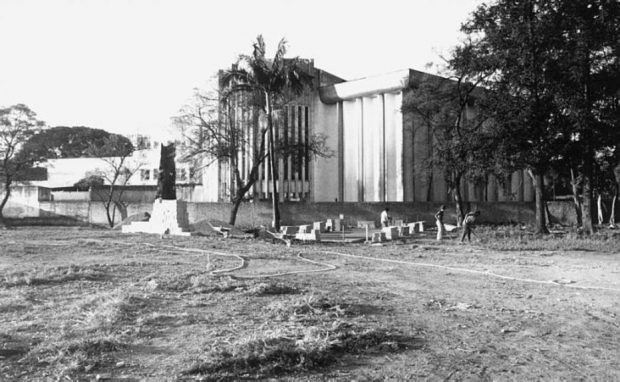
MuBE sendo construído.

A construção do museu levou oito anos e foi financiada em grande parte por doações do setor privado. Inaugurado em maio de 1995, com uma mostra de 140 obras de Victor Brecheret, o museu foi gerido desde então como um espaço expositivo dedicado a manifestações diversas, sem a preocupação de formar ou manter uma coleção permanente de obras de arte.
Entre 1997 e 1999, Fábio Magalhães trabalhou como curador do MuBE, organizando uma mostra inédita no Brasil de esculturas de Max Ernst, uma ampla retrospectiva de Giorgio de Chirico e outra dedicada a César Baldaccini. Nesses primeiros anos o museu também desenvolveu um programa educacional, com cursos e workshops voltados a mídias diversas e diferentes linguagens das artes visuais e criou uma divisão de audiovisual, responsável por uma programação de apresentações musicais e sessões de cinema.

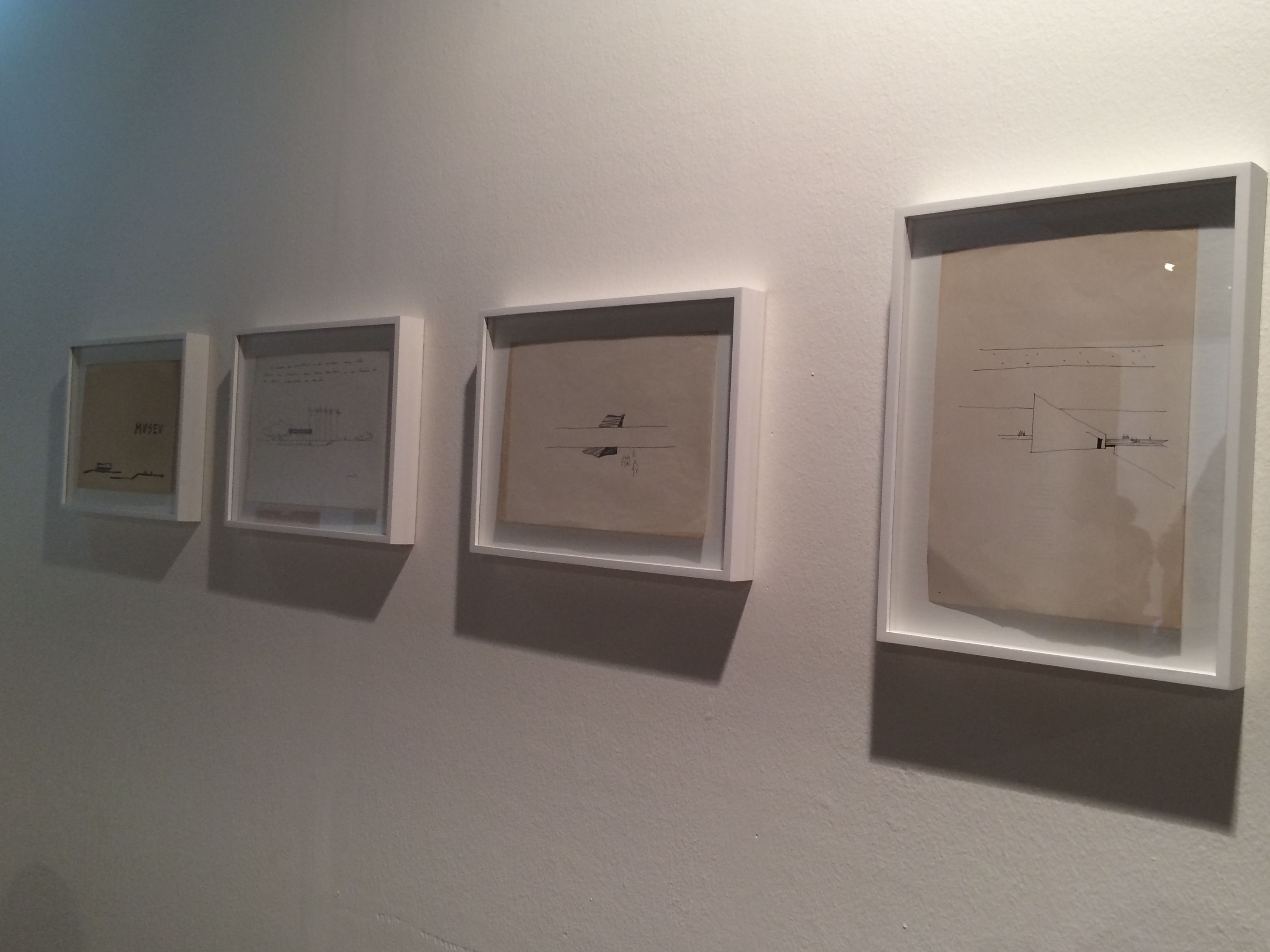
Desejos do projeto de construção do MuBE, feitos por Paulo Mendes da Rocha

Após a saída de Fábio Magalhães e a redução no ritmo de exposições, no entanto, começaram a se registrar críticas à falta de consistência do projeto museológico. As críticas se intensificaram depois que a direção tomou atitudes polêmicas, como a instalação de um grande letreiro na lateral da viga sob o vão livre (posteriormente retirado) e de grades cercando o edifício.
Em abril de 2007, após elaboração de um parecer do Departamento de Patrimônio Histórico que apontava desvio de função por parte da direção do MuBE, o prefeito Gilberto Kassab rescindiu a concessão administrativa do espaço. A prefeitura alegou que a direção do museu estava utilizando indevidamente o edifício para fins não relacionados a atividades artísticas – como feiras comerciais, lançamentos de produtos, desfiles de moda e festas de música eletrônica. O museu recorreu e obteve liminar permitindo-lhe continuar ocupando o espaço. Em 2008, o Órgão Especial do Tribunal de Justiça julgou o mérito da ação, dando ganho de causa ao museu.
A prefeitura declarou ter a intenção de retomar o edifício para servir de abrigo ao acervo da Pinacoteca Municipal, atualmente instalada no Centro Cultural São Paulo. A rescisão do contrato recebeu apoio de parte da comunidade artística, por meio de um abaixo-assinado subscrito  por 2000 personalidades do meio cultural, entre os quais os curadores Tadeu Chiarelli e Aracy Amaral e os artistas plásticos Leda Catunda, Regina Silveira e Jac Leirner. A direção do museu, por sua vez, obteve o apoio de outra parcela da comunidade artística, nomeadamente do escultor Caciporé Torres. O desgaste provocado pelo embate com a prefeitura levou a diretoria do museu a caçar o mandato da presidente Marilisa Rathsam, à frente da instituição desde sua inauguração. O empresário Jorge Landmann assumiu a presidência do MuBE, prometendo a profissionalização de sua gestão. Landmann anunciou que transformaria o museu em uma Oscip (Organização da Sociedade Civil de Interesse Público), o que permitira à instituição ter acesso maior a incentivos fiscais. Também contratou Jacob Klintowitz para o cargo  de curador.
Sob a curadoria de Klintowitz, o museu voltou a realizar exposições, elevando sua média anual de visitantes de 12 mil, em 2007, para 70 mil, em 2009. Destacaram-se neste período mostras dedicadas a artistas contemporâneos, como Pablo Atchugarry, Yutaka Toyota e Yukio Suzuki e a exposição Michelangelo no MuBE, com 25 réplicas em gesso da Gipsoteca dell’Istituto Statale d’Arte de Florença e dois desenhos originais de Michelangelo cedidos pela Fondazione Buonarroti. Em agosto de 2009, Klintowitz foi demitido pela direção, sob a alegação de que o museu não possuía verbas para manter o cargo. Na ocasião, o ex-curador declarou à imprensa que a diretoria do MuBE "entende que arte não traz dinheiro para o museu, que o espaço deve ter outras utilidades". O presidente da instituição rebateu as críticas dizendo que o cargo de curador é "conceitualmente desnecessário" para uma instituição com o perfil do MuBE, concebida como um espaço múltiplo.
Em novembro de 2010 o museu lançou o projeto MuBE Virtual, um acervo digital colaborativo sobre a produção escultórica nacional.
O MuBE foi criado a partir de uma ideia inovadora: ser um museu sem acervo fixo onde durante sua existência, recebeu um conjunto significativo de esculturas. São realizadas cerca de 25 exposições a cada ano no museu. Para ter um alcance maior de público a instituição disponibiliza visitas guiadas para estudantes, crianças e grupos da terceira idade, tudo de forma gratuita.
Apesar do MuBE aparentar ser um local de simples contemplação, ele oferece aos visitantes muito além das exposições, como filmes de arte, cursos, palestras, recitais de piano, seminários, apresentações de música clássica, feiras de antiguidade, design, entre outras atividades.

## Paulo Mendes da Rocha
Paulo Mendes da Rocha é um famoso arquiteto brasileiro, nascido em 1928 em Vitória (ES).
Em 1954, se formou em Arquitetura e Urbanismo na Universidade Presbiteriana Mackenzie em São Paulo. Após sua formação, ficou cada vez mais conhecido e renomado, passando a encabeçar grandes projetos como o do Ginásio do Clube Atlético Paulistano, em 1961, a sede social do Jockey Club de São Paulo, em 1962.  Nesse mesmo período ele começa a dar aula na Faculdade de Arquitetura e Urbanismo da Universidade de São Paulo e passa a liderar a Escola Paulista de Arquitetura.
As obras de Paulo Mendes acabaram caracterizando-se por atitudes rígidas, certeiras sobre os territórios: o arquiteto acredita que o domínio do sítio, seja através da mudança da topografia, de sua completa redefinição ou de uma ação sobre os fluxos de circulação em sua volta, um elemento fundamental na expressão do domínio e da integração do homem sobre e com a Natureza.

No Brasil é reconhecido por obras e também pela reforma da “Pinacoteca do Estado de São Paulo” (1993), o “Centro Cultural da Federação das Indústrias do Estado de São Paulo” (1996) e o “Museu da Língua Portuguesa” (2006). Entre os seus grandes projetos se destaca o do Museu Brasileiro da Escultura e Ecologia em 1987, que deu a sua indicação para o I prêmio Mies van der Rohe, de arquitetura latino-americana, organizado pela Fundação Mies van der Rohe, (1999).

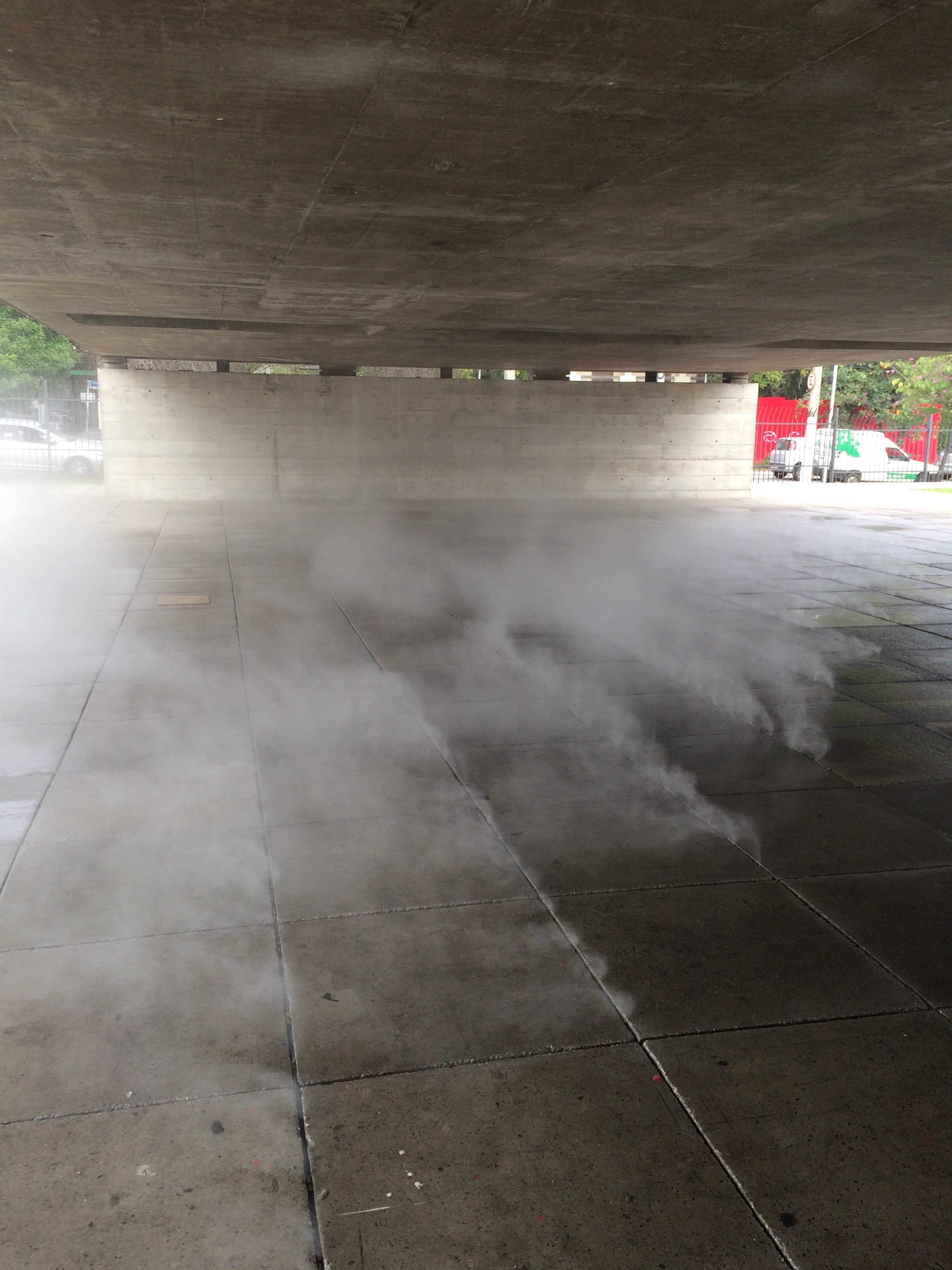
Bruma da artista Laura Vinci que recepciona os visitantes.

## "Pedra no Céu"
No ano de 2017, o MuBE trouxe uma exposição sobre a história do museu, com 50 obras, entre elas estão: obras tridimensionais, fotografias, pinturas e desenhos de 25 artistas que se relacionam com o museu projetado por Paulo. A exposição com curadoria de Cauê Alves e Guilherme Wisnik traz o nome de ¨Pedra no Céu: Arte e Arquitetura¨ fazendo com que as obras e componentes presentes expliquem os elementos estruturais do prédio, como a marquise e as paredes de concreto, juntamente com o documentário ¨Tudo é Projeto¨, sobre o mestre, produzido e dirigido por sua filha Joana Mendes da Rocha, com codireção de Patricia Rubano. A sensação de  quem entra no MuBE é a de ser envolvido por uma bruma, uma nuvem que passa devagar, como se transportasse os visitantes para o céu. Essa abordagem poética faz  parte da instalação ¨No Ar¨, da artista Laura Vinci – uma das obras de arte que estão dialogando com a arquitetura de Paulo Mendes da Rocha na exposição.
Esses fatores sugerem e estabelecem uma conversa entre arte e arquitetura, mostrando que mesmo o trabalho do arquiteto, não sendo registrado nas maquetes e desenhos dos projetos que marcam a sua trajetória, a proposta dos envolvidos ao pensarem em tudo isto foi principalmente a de homenagear o trabalho de Paulo Mendes, suas referências e diálogos com a arte.
O nome da exposição ¨Pedra no Céu: Arte e Arquitetura¨ vem da litografia a cores La Flèche Zénon, do surrealista belga René Magritte, que é a referência para a criação do edifício do MuBE. A paisagem de uma pedra flutuando entre as nuvens com uma meia-lua ao centro é o destaque da mostra, essa pedra no céu alude aos primórdios da humanidade, um abrigo elementar, mas que anuncia um museu subterrâneo que acompanha o desnível natural do terreno

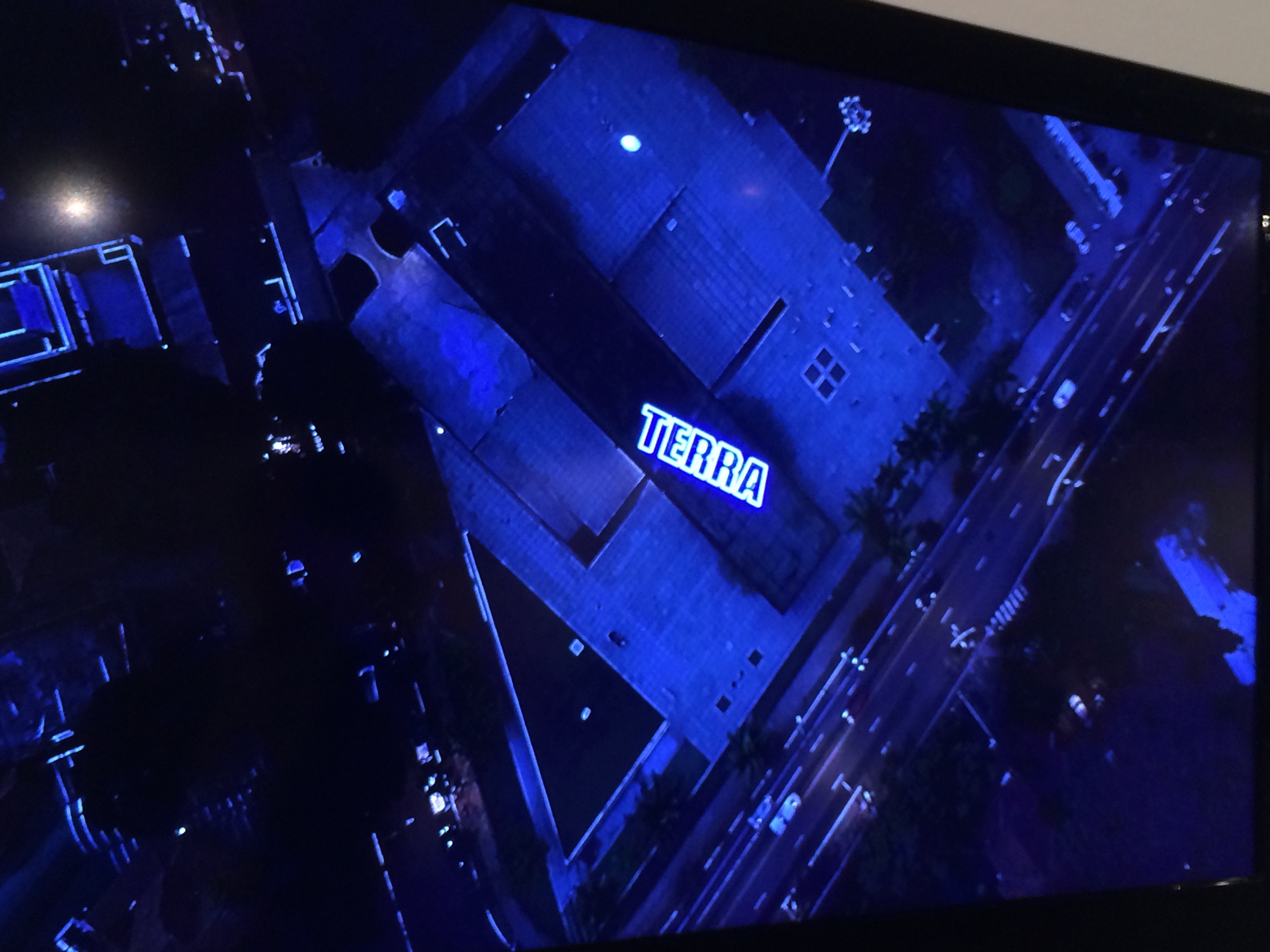
Letreiro sob a estrutura do museu, de Carmela Gross

O museu resgata o tempo das pedras. Ao entrar na galeria, o espectador vê a pedra fundamental da artista Amélia Toledo e também as pedras de Iran do Espírito Santo. Há também a escultura de Henry Moore que inspirou uma casa pensada para a cidade de Catanduva. A ideia era criar uma casa como uma nave mágica ou um museu que recria a linha do horizonte entre as nuvens é a poética do espaço do professor e arquiteto.
Por fim, além destes componentes há a arte de Carmela Gross, professora da ECA da USP lembrada na exposição, porém só pode ser vista do alto ou por quem está nas nuvens. Em cima da marquise do MuBE, ela escreveu em luz azul a palavra ¨Terra¨, uma escultura que remete à frase do astronauta Iuri Gagarin: “A Terra é azul”.
Como uma inspiração para Paulo, na exposição possuiu obras do artista Amilcar de Castro, suas obra são  famosas por suas esculturas neoconcretas, feitas com chapas de aço e ferro recortadas em formato geométrico. A exposição se aproxima das referências artísticas do arquiteto e de diálogos que ele estabeleceu entre o seu projeto e a produção de artistas como René Magritte e Henry Moore,Pedra no Céu também explora as relações entre o museu e a produção contemporânea, a partir de contrastes e dinamismo. Diversos trabalhos compõem esta mostra, entre eles são apresentadas as pranchas ao concurso do MuBE. Nelas, é possível ver que a relação com a paisagem se dá a partir de citações a viajantes como  Debret, Rugendas e FransPost, presentes na exposição.
A intenção da curadoria foi se aproximar o máximo do imaginário e do repertório de Paulo Mendes da Rocha, assim como apontar outros vínculos possíveis entre arte e arquitetura. Uma das obras mais importantes da exposição se encontra no encerramento e parte final do museu da artista Sandra Gamarra, que se trata de uma inversão de ideias, pois geralmente a pintura utiliza a parede como suporte para se apoiar, na obra em questão uma pedra grande de concreto está apoiada sobre duas pinturas que parece como calços para a pedra.

## Principais exposições

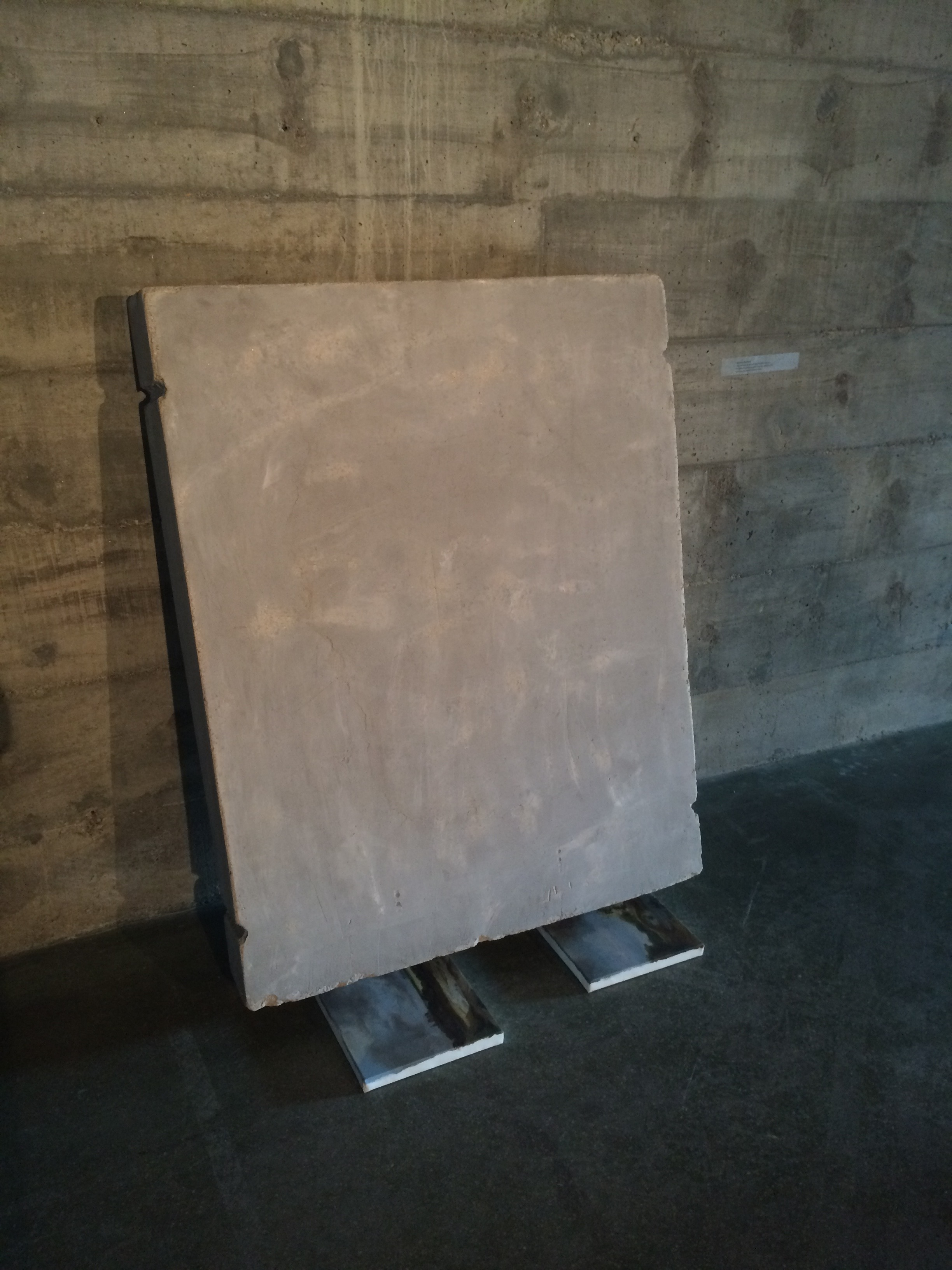
Uma das obras mais importantes da exposição, da artista Sandra Gamarra.

### 2001
- Ivald Granato -(A série Heads (cabeças) [20]

### 2002
- Arcangelo Ianelli -(Encontro e Desencontro) [21]
- Ktcho[22]

### 2004
- João Carlos Galvão [11]
- Waldomiro de Deus -(44 anos de arte)

### 2007-2009
- Yutaka Toyota -(A leveza da flor),[23]
- Yukio Suzuki -(A Viagem de Yukio Suzuki) [24]
- Gipsoteca dell’Istituto Statale d’Arte de Florença e dois desenhos originais de Michelangelo cedidos pela Fondazione Buonarroti -(Exposição Michelangelo)
- Roberto Lerner -(Diálogo) [25]
- Caciporé Torres[26]

### 2010-2011
- Grupo G-Onze -(Futebol-arte) [27]
- Nathalie Decoster[28]

### 2012
- Luchino Viscoti, Franco Zeffirelli e Pier Luigi Pizzi -(Exposição Homenagem a Giuseppe Verdi) [27]

### 2013
- Gilberto Elkis, Guilherme Torres, Guto Requena, Jader Almeida, João Armentano, José Marton, Osvaldo Tenório, Roberto Migotto, Rodrigo Almeida, Zanine de Zanine e o designer Sérgio Rodrigues -(Black Bikes) [29]

### 2014
- Pablo Atchugarry[30][31]

### 2015

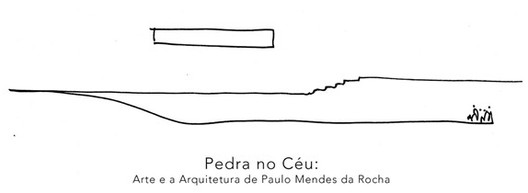
Exposição ´´Pedra no Céu´´ de Paulo Mendes da Rocha no MuBE

- Francisco Klinger -(Do Concreto ao Alegórico)[32]
- Victor Brecheret -(As mulheres de Brecheret) [33]

### 2016
- Albano Afonso -(Em Estado de Suspensão) [34]
- Raul Mourão -(Você está Aqui)[35]
- Chiara Banfi e Kassin -(Fase 3) [34]

### 2017
- Esculturas e ondas sonoras[36]
- Paulo Mendes da Rocha -(Pedra no Céu) [37]
- Amélia Toledo, Angelica Teuta, Arnaldo Antunes, Antonio Mauel, Carlos Fajardo, Damien Ortega, Debora Bolsoni, Iole de Freitas, Iran do Espírito Santo, Ivan Navarro, Jac Leiner, José Bechara, José Resende, Laura Belém, Lea Van Stenn e Raquel Kogan, Lucia Koch, Marcia Xavier, Marcius Galan, Nuno Ramos, Rodrigo Bueno, Tulio Pinto, Vanderlei Lopes e Waltercio Caldas.  -(Transparência e Reflexo)[38]

## Estrutura do Museu

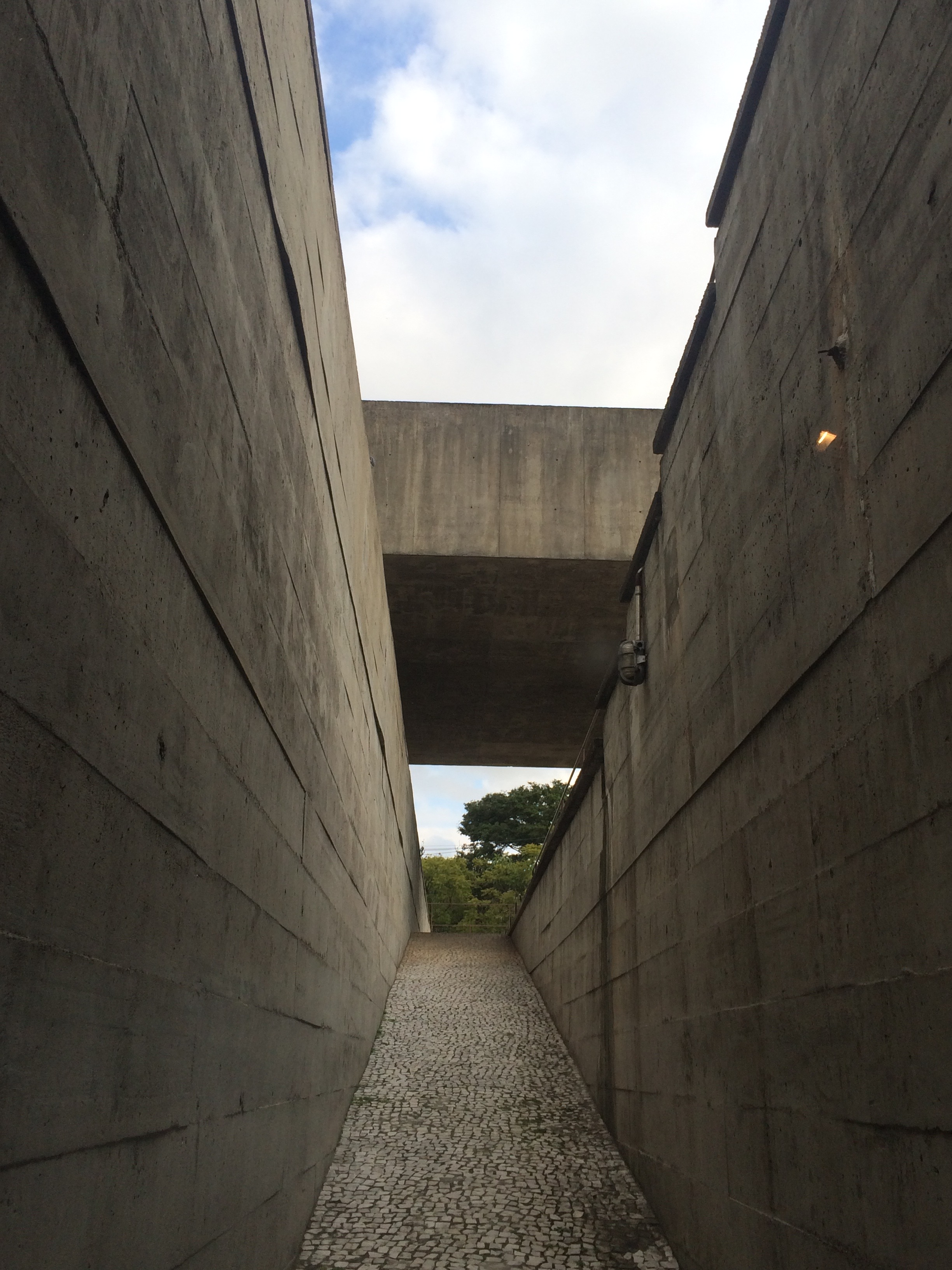
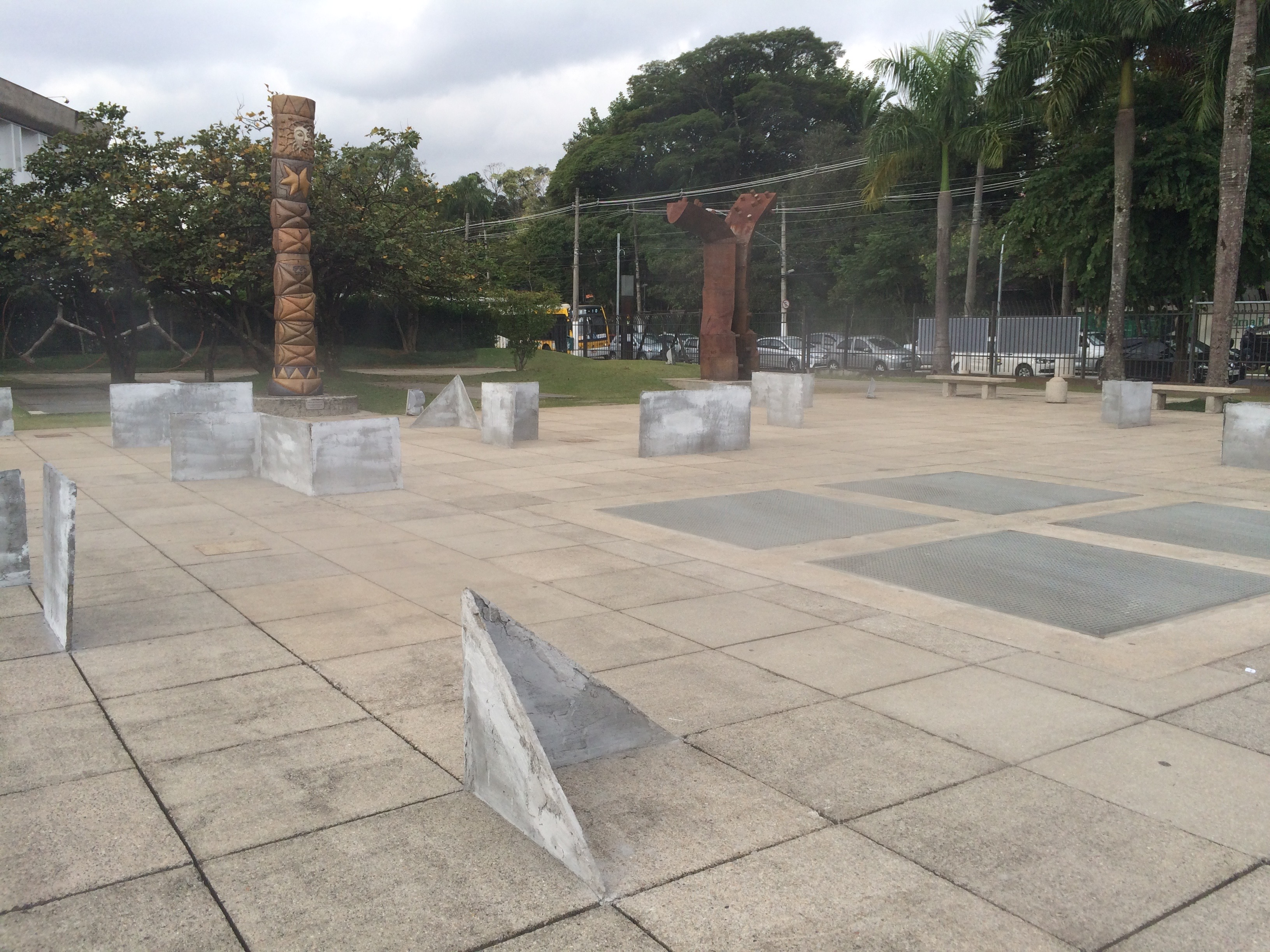
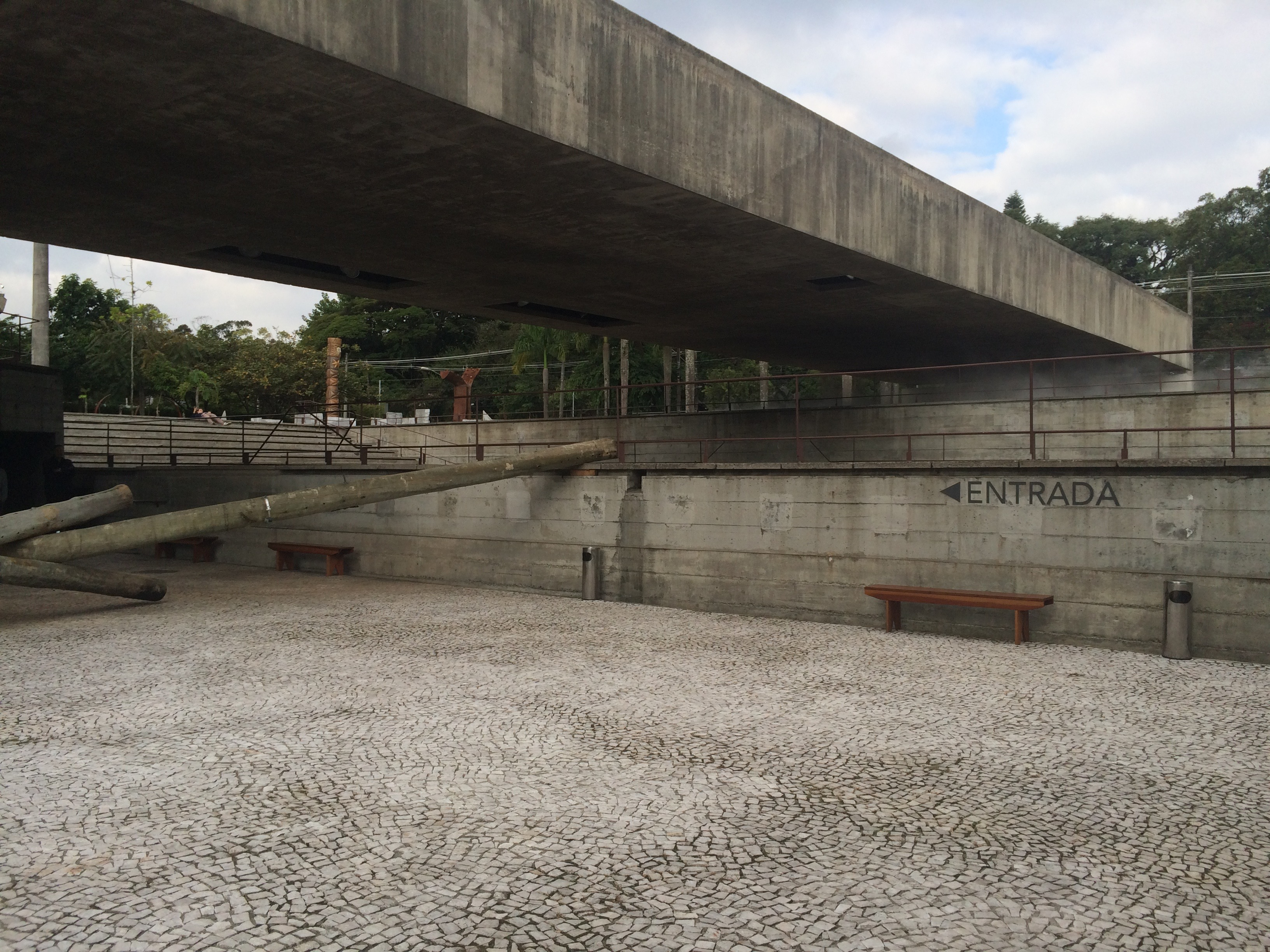
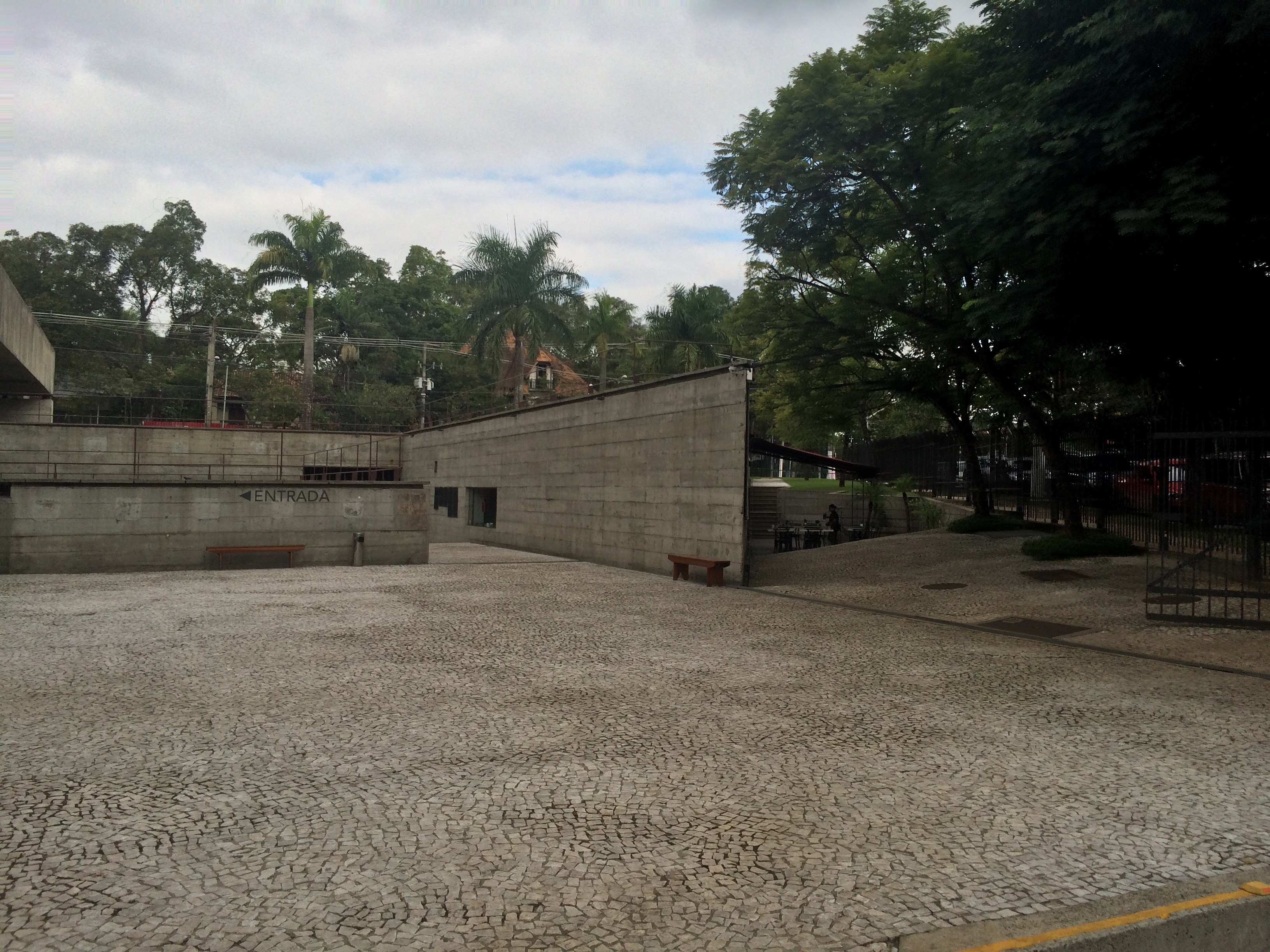
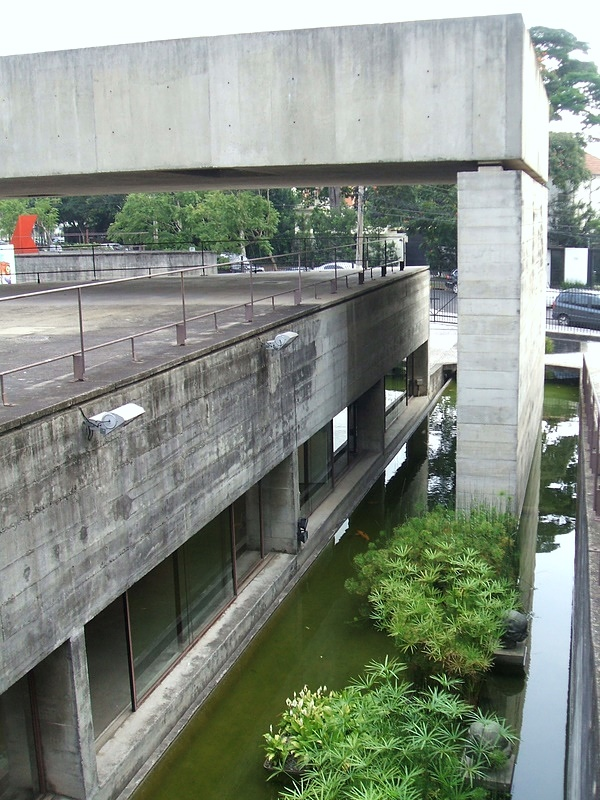
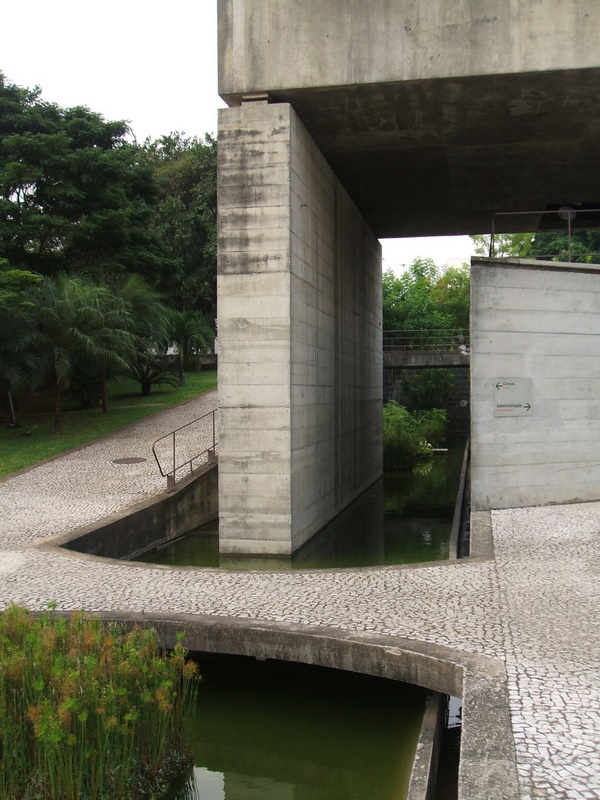